# Pterinochilus chordatus

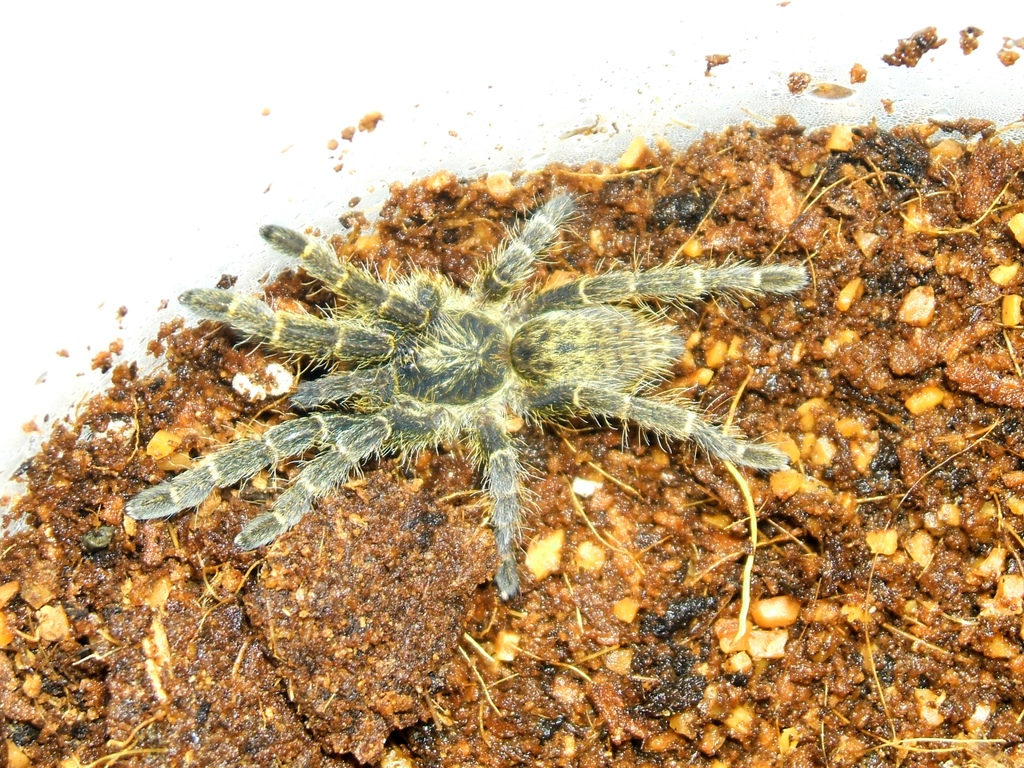
Nymphe von Pterinochilus chordatus

Pterinochilus chordatus ist eine Spinnenart aus der Gattung Pterinochilus in der Familie der Vogelspinnen (Theraphosidae). Sie ist in Afrika verbreitet und wurde im Jahr 1873 von Carl Eduard Adolph Gerstäcker beschrieben.

## Aussehen und Körperbau
Die Weibchen werden 50 Millimeter lang, die Männchen 30 Millimeter. Der Bulbus ist birnenförmig. Entlang des Embolus sind keine Kiele vorhanden. Der Carapax ist beige, grau oder schwarz mit goldenen Radiallinien gefärbt. Vorder- und Hinterleib sind hauptsächlich grau und beige. Um den Augenhügel ist eine dunkle „Maske“. Der Rücken des Abdomens ist grau oder schwarz und mit einem Grätenmuster versehen. Die Art besitzt keine Brennhaare.

## Lebensraum
Die sieben Arten der Gattung Pterinochilus sind in Zentralafrika und Ostafrika verbreitet. Pterinochilus chordatus lebt in Äthiopien, Kenia, Somalia, Sudan, Tansania und Uganda.
Die Spinne bewohnt offene Landschaften wie die Savannen. Dort sitzt sie oft in Sandgruben. Sie spinnt Röhren, in die sie sich zurückziehen kann. Sie kommt in Höhen bis zu 2100 m vor.

## Lebensweise
Die Spinnen lassen sich oft auf offenen Flächen nieder, sie sind bodenlebend und tagsüber wenig aktiv. Da die Art keine Brennhaare besitzt, richtet sie sich bei Störung stridulierend auf und schlägt mit den Tastern und Vorderbeinen.
Der Biss der Spinne ist für den Menschen nicht gefährlich, aber sehr schmerzhaft.

## Systematik
Wegen der Verschiedenheit der Färbung wurden oftmals Farbvarianten von Pterinochilus chordatus als eigenständige Arten beschrieben. Bis zum Jahr 2002 hatten sich in der Gattung Pterinochilus 23 Arten angesammelt. Während des Zweiten Weltkriegs waren beim Brand des Staatlichen Museums für Naturkunde Stuttgart zahlreiche Typusexemplare des Naturforschers Embrik Strand (1876–1947) verloren gegangen, was eine Revision erschwerte. Schließlich wurden bei der Revision der Gattung Pterinochilus durch Richard C. Gallon im Jahr 2002 die Arten Pterinochilus widenmanni Strand, 1906, P. raptor Strand, 1906, P. affinis Tullgren, 1910, P. sjostedti Tullgren, 1910, P. carnivorus Strand, 1917, P. brunellii Caporiacco, 1940 und Coelogenium raveni Smith, 1990 mit Pterinochilus chordatus zusammengelegt. Von dem Fundort des Typusexemplars am Kilimandscharo stammt die englische Bezeichnung Kilimanjaro mustard baboon (Kilimandscharo-Senf-Vogelspinne). Die deutsche Bezeichnung Kilimandscharo-Vogelspinne wird für Pterinochilus meridionalis verwendet.